# Carevo
Carevo (búlgaro: Царево) é uma cidade da Bulgária, localizada no distrito de Burgas. A sua população era de 5,884 habitantes segundo o censo de 2010.

## População
| Carevo | Carevo | Carevo | Carevo | Carevo | Carevo | Carevo | Carevo | Carevo | Carevo | Carevo | Carevo | Carevo | Carevo | Carevo | Carevo | Carevo | Carevo | Carevo | Carevo |
| --- | ------ | ------ | ------ | ------ | ------ | ------ | ------ | ------ | ------ | ------ | ------ | ------ | ------ | ------ | ------ | ------ | ------ | ------ | ------ |
| Ano | 1887   | 1910   | 1934   | 1946   | 1956   | 1965   | 1975   | 1985   | 1992   | 2001   | 2002   | 2003   | 2004   | 2005   | 2006   | 2007   | 2008   | 2009   | 2010   |
| População |        |        |        | 1,960  | 2,783  | 3,749  | 4,440  | 5,462  | 6,005  | 5,877  | 5,854  | 5,797  | 5,769  | 5,786  | 5,770  | 5,739  | 5,806  | 5,819  | 5,884  |
| Fontes: Instituto Nacional de Estatísticas, „citypopulation.de“, „pop-stat.mashke.org“, Bulgarian Academy of Sciences |        |        |        |        |        |        |        |        |        |        |        |        |        |        |        |        |        |        |        |